# Nova & Alice
Nova & Alice är en svensk romantisk dramafilm från 2024. Filmen är regisserad av Emma Bucht, med manus skrivet av Bengt Braskered och Jonna Bolin-Cullberg.
Filmen hade biopremiär i Sverige den 13 september 2024, utgiven av Nordisk Film.

## Rollista (i urval)
- Hedda Stiernstedt – Alice
- Josefin Asplund – Nova
- Adam Pålsson – Sebastian
- Johan Rheborg – Viktor
- Victor Iván – Tim
- Carina M. Johansson – Novas mamma
- Per Sinding-Larsen – journalist SVT

## Produktion
Filmen är producerad av Lena Rehnberg för Stellanova Film, i samproduktion med Film i Väst. Den spelades in under hösten 2023 i bland annat Partille och Alingsås. Delar av filmen spelades även in på Way Out West 2023. Filmens titel var från början Iza & Alice.

## Musik
Låtarna i filmen är skrivna av bland andra First Aid Kit, Fredrik Kempe, Molly Sandén och Andreas Wijk.
| 1.           | Sjunger om dig               | Molly Sandén, Gabrielle Leithaug, Elias Kapari, Petter Tarland och Ole Hofvind | Hedda Stiernstedt och Josefin Asplund | 2:31  |
| 2.           | Nattens ljus                 | Stella Explorer                                                                | Josefin Asplund                       | 3:30  |
| 3.           | For You                      | First Aid Kit                                                                  | Hedda Stiernstedt                     | 3:19  |
| 4.           | Håll mig hårt men låt mig gå | Peter Morén, Lisa Howard och Rasmus Lindelöw                                   | Hedda Stiernstedt och Josefin Asplund | 2:37  |
| 5.           | Lucky Blue                   | Fredrik Kempe, Andreas Wijk och Carl-Philip Ström                              | Hedda Stiernstedt                     | 3:00  |
| 6.           | Borde fattat                 | SVEA, Zikai och Anton Hård af Segerstad                                        | Josefin Asplund                       | 2:29  |
| 7.           | Sweet Tooth                  | Jörgen Elofsson, Gustaf Berg och Raja Kumari                                   | Hedda Stiernstedt                     | 3:20  |
| Total längd: | Total längd:                 | Total längd:                                                                   | Total längd:                          | 20:49 |